# 安戈拉 (內布拉斯加州)
安戈拉（英語：Angora）是位於美國內布拉斯加州莫勒爾縣的非建制地區。

## 歷史
安戈拉的郵局自1901年營運至今。

## 地理
安戈拉所處的海拔為高於海平面1300米（即4265英呎），而該地所採用的時區為UTC-7，即北美山地時區（MST）。同時該地設有夏令時間，為UTC-7調快一小時，即UTC-6（MDT）。